# Ben Unterkofler
Ben Unterkofler (* 5. August 1990 in Bonn) ist ein ehemaliger deutscher Schauspieler. Derzeit ist Unterkofler als Unternehmer tätig.

## Leben
Unterkofler wurde als Sohn eines Geschäftsmannes und einer Lehrerin in Bonn geboren. Seine ersten Schauspielerfahrungen machte er im Jungen Theater Bonn zwischen 2003 und 2004 bei Hauptrollen wie in Herr der Diebe als Prosper und in Tom und Huck als eine der Hauptfiguren Tom. 2005 bekam er dann seine erste Rolle in einem Spielfilm nach dem Buch von Hans-Georg Noack Rolltreppe abwärts.
Unterkofler hatte auch einige Rollen in Fernsehproduktionen, so in Tatort und Kommissar Stolberg. Im Juli 2008 spielte er zudem in der Kinokomödie Freche Mädchen an der Seite von Wilson Gonzalez Ochsenknecht, Anke Engelke, Armin Rohde und Selina Shirin Müller den Branko.
In Der verlorene Sohn hatte er 2009 die Rolle des Markus Schröder an der Seite von Katja Flint und Kostja Ullmann und wurde damit einem breiteren Publikum bekannt.
2011 wurde er für den New Faces Award der Zeitschrift Bunte als Bester Nachwuchsschauspieler nominiert.
Nach Beenden seiner kurzen Schauspielertätigkeit studierte Unterkofler an den  Universitäten Universität zu Köln und der London School of Economics.
2017 gründete Ben Unterkofler die soziale Marke share.

## Filmografie (Auswahl)
- 2005: Rolltreppe abwärts
- 2006: Die Wilden Hühner und die Liebe
- 2007: Pro Familia (Kurzfilm)
- 2007: Alarm für Cobra 11 – Die Autobahnpolizei (Fernsehserie, Folge Alte Schule)
- 2007: Vater und Tochter
- 2008: Freche Mädchen
- 2008: Kommissar Stolberg (Fernsehserie, Folge Gespenster)
- 2008: Der Alte (Fernsehserie, Folge Das Dunkel hinter deiner Tür)
- 2008: Danni Lowinski (Fernsehreihe, Folge Teenagerliebe)
- 2009: Barfuß bis zum Hals
- 2009: Der verlorene Sohn
- 2009: Tierisch verliebt
- 2010: Freche Mädchen 2
- 2010: Tatort (Fernsehreihe, Folge Schmale Schultern)
- 2010: Meine Familie bringt mich um!
- 2011: Freilaufende Männer
- 2011: Familiengeheimnisse – Liebe, Schuld und Tod
- 2011: Dann kam Lucy
- 2012: Ein Jahr nach morgen
- 2012: Halbe Hundert
- 2013: SOKO 5113 (Fernsehreihe, Folge Brennendes Herz)